# Juan de Cabrera
Juan de Cabrera (* 31. Dezember 1658 in Villarrobledo; † 12. November 1730 ebenda) war ein spanischer Theologe, Philosoph und Schriftsteller. Als sein wichtigstes Werk gilt Crisis política, determina el más florido Imperio y la mejor Institución de Príncipes y Ministros.